# قران‌قیه
قران قیه، روستایی است از توابع بخش تیکمه‌داش شهرستان بستان‌آباد که در استان آذربایجان شرقی ایران واقع شده است.

## تابع
قرانقیه نام روستایی در آذربایجان شرقی اطراف شهرستان بستان آباد و از توابع تیکمه داش است.

## زبان
مردم این روستا به زبان آذری صحبت می‌کنند.

## محصولات
محصولات عمده این روستا بیشتر، غلات می‌باشد که کشت آن نیز به صورت دیم است.

## موقعیت جغرافیایی
این روستا با توجه به شرایط جغرافیایی و اقلیمی در منطقه سردسیری واقع شده که باعث داشتن هوای خنک در بهار و تابستان و زمستان‌های بسیار سرد همراه با بارش برف‌های سنگین شده است.

## سکونت
اکثر مردم این روستا در حال حاضر در شهرری (محله دولت‌آباد و صفائیه و جاده نظامی ) زندگی می‌کنند و کسب و کار اصلی آنها اجاره و فروش ماشین آلات راهسازی است.

## آب و هوا
```
در حال حاضر روستای سردسیر قرانقیه فقط در فصول گرم سال مورد استفاده قرار می‌گیرد.
```

## جمعیت
این روستا در دهستان عباس شرقی قرار دارد و براساس سرشماری مرکز آمار ایران در سال ۱۳۸۵، جمعیت آن زیر سه خانوار بوده‌است.

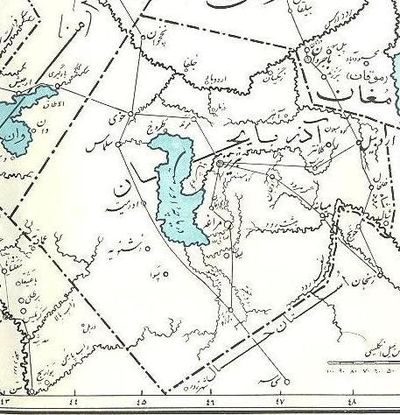
نقشه قدیمی بستان آباد(اوجان سابق) در دوره خلفای عباسی
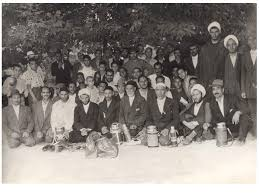
عکس قدیمی اهالی قرانقیه